# Wójtów Most
Wójtów Most (biał. Войтаў Мост; ros. Войтов Мост) – chutor na Białorusi, w obwodzie grodzieńskim, w rejonie świsłockim, w sielsowiecie Nowy Dwór, na terenie Parku Narodowego „Puszcza Białowieska”.

## Historia
W dwudziestoleciu międzywojennym leżał w Polsce, w województwie białostockim, w powiecie wołkowyskim, w gminie Porozów. Swoją siedzibę miało tu wówczas nadleśnictwo.
Podczas okupacji niemieckiej w czasie II wojny światowej mieścił się tutaj posterunek niemiecki wielokrotnie atakowany przez Armię Krajową (m.in. pod dowództwem ppor. Józefa Suchonia) oraz inne niezidentyfikowane oddziały. Ataki zakończyły się zniszczeniem posterunku.